# Брусянин, Василий Васильевич
Василий Васильевич Брусянин (1867—1919) — русский писатель-беллетрист.

## Биография
Родился 1 (13) сентября 1867 года в Бугульме.
Рос и учился в Уфе, работал землемером. Дебютировал в литературе рассказом «Новогодний день в башкирской деревне». Позднее обосновался близ Санкт-Петербурга в деревне Нейволе под Мустамяками (ныне посёлок Горьковское в Выборгском районе Ленинградской области).
С 1903 по 1905 год был редактором «Русской газеты».
В 1905—1907 годах участвовал в революционных событиях; в период 1908—1913 годов вынужденно находился в эмиграции.
Поместил ряд рассказов и очерков в «Жизни», «Новом Слове», «Журнале для всех», «Северном Вестнике» и других печатных изданиях. В 1899 году под псевдонимом В. Брус отдельно издал в Санкт-Петербурге книгу «Поэты-крестьяне».
Умер от сыпного тифа 30 июля 1919 года в селе Нетрубеж Орловской губернии, куда приехал на отдых к семье.

## Сочинения
- Брусянин В. В стране озёр. — Пг., 1916.